# Phylicia Rashād
Phylicia Rashād (nacida como Phylicia Ayers-Allen; Houston, 19 de junio de 1948) es una actriz, cantante y directora de escenografía estadounidense.

## Biografía
Su padre es indio cherokee y su madre afroestadounidense. Es hermana de la también actriz Debbie Allen. Pasó buena parte de su infancia en México, por lo que domina a la perfección el idioma español.
Se graduó en la Universidad de Howard, donde posteriormente impartió clases de interpretación. Comenzó a cobrar notoriedad como actriz al participar en diversos montajes teatrales estrenados en Broadway, como Dreamgirls (1981) y The Wiz.
Además, en 1978, editó un disco, Josephine Superstar, musicalizando la vida de la vedette Joséphine Baker.
En televisión, se hizo popular gracias a su participación en la serie One Life to Live (1983), pero el auténtico éxito le llega de la mano de Bill Cosby, con el papel de su esposa, la abogada Clair Huxtable, en la famosa sitcom The Cosby Show. Rashād interpretó el papel durante los ocho años de emisión de la serie, entre 1984 y 1992, alcanzando notables cuotas de popularidad en Estados Unidos y en muchos otros países en los que se transmitió la serie. Gracias al papel obtuvo dos Premios Emmy.
Tras la cancelación de la serie, repitió con Cosby dando vida de nuevo a su esposa, Ruth Lucas, en la comedia Cosby (1996-2000) y posteriormente en la serie de dibujos animados Little Bill (2000-2002).
En 2004, su interpretación en la obra A Raisin in the Sun le valió un Premio Tony, convirtiéndose en la primera mujer afroestadounidense en conseguir el galardón a la mejor interpretación de actriz protagonista. Estuvo nominada a un Premio Emmy por su interpretación del mismo papel en la adaptación televisiva de la obra.
En 2008 protagonizó el espectáculo Big Mama, en Broadway, una adaptación de la obra de Tennessee Williams La gata sobre el tejado de zinc, interpretada integralmente por actores afroestadounidenses.

## Filmografía

### Televisión
| Año       | Título                              | Rol                        | Notas                                         |
| --------- | ----------------------------------- | -------------------------- | --------------------------------------------- |
| 1976      | Delvecchio                          | Ventita Ray                | Episodio: "Wax Job"                           |
| 1983–84   | One Life to Live                    | Courtney Wright            | Papel regular                                 |
| 1984–92   | The Cosby Show                      | Clair Hanks Huxtable       | 195 episodios                                 |
| 1985      | Santa Barbara                       | Felicia Dalton             | 3 episodios                                   |
| 1985      | The Love Boat                       | Lonette Becker             | Episodio: "A Day in Port"                     |
| 1987      | Uncle Tom's Cabin                   | Eliza                      | Película para televisión                      |
| 1988      | Mickey's 60th Birthday              | Ella misma                 | Película                                      |
| 1988–90   | A Different World                   | Clair Hanks Huxtable       | 4 episodios                                   |
| 1989      | False Witness                       | Lynne Jacobi               | Película                                      |
| 1989      | Polly                               | Aunt Polly                 | Película                                      |
| 1990      | Reading Rainbow                     | Ella misma                 | Episodio: "Mufaro's Beautiful Daughters"      |
| 1990      | Polly: Comin' Home!                 | Tía Polly                  | Película                                      |
| 1990      | The Earth Day Special               | Clair Huxtable             | Especial de televisión                        |
| 1991      | Jailbirds                           | Janice Grant               | Película                                      |
| 1991      | Blossom                             | Blossom's Dream Mom        | Episodio: "Blossom's Blossom"                 |
| 1993      | American Playhouse                  | Mayor Turner               | Episodio: "Hallelujah"                        |
| 1994      | David's Mother                      | Gladys Johnson             | Película                                      |
| 1994-2002 | Touched by an Angel                 | Elizabeth Jessup           | 2 episodios                                   |
| 1995      | The Possession of Michael D         | Dr. Marion Hale            | Película                                      |
| 1995      | In the House                        | Rowena                     | Episodio: "Sister Act"                        |
| 1996      | The Babysitter’s Seduction          | Detective Kate Jacobs      | Película                                      |
| 1996–2000 | Cosby                               | Ruth Lucas                 | 92 episodios                                  |
| 1998      | Intimate Portrait                   | Ella misma/Narradora       | 4 episodios                                   |
| 1998      | Free of Eden                        | Desiree                    | Película                                      |
| 2001      | Murder She Wrote: The Last Free Man | Cassandra Hawkins          | Película                                      |
| 2001      | The Old Settler                     | Elizabeth                  | Película                                      |
| 1999–2004 | Little Bill                         | Brenda (voz)               | Papel protagonista (21 episodios)             |
| 2007      | Working in the Theatre              | Actriz                     | Episodios: "August Wilson's Legacy"           |
| 2007      | Everybody Hates Chris               | Kathleen Devereaux         | Episodio: "Everybody Hates Kwanzaa"           |
| 2007-2014 | Psych                               | Winnie Guster              | 3 episodios                                   |
| 2008      | A Raisin in the Sun                 | Lena Younger               | Película                                      |
| 2008      | The Life & Times of Tim             | The Boss's Wife (voz)      | Episodio: "Theo Strikes Back/Amy Gets Wasted" |
| 2012      | The Cleveland Show                  | Dee Dee Tubbs (voz)        | 4 episodios                                   |
| 2012      | Steel Magnolias                     | Clairee                    | Película                                      |
| 2013      | Gods Behaving Badly                 | Demeter                    | Filmada en 2011                               |
| 2013      | Do No Harm                          | Dra. Vanessa Young         | Papel de soporte (todos los 13 episodios)     |
| 2014      | Sofia the First                     | Glacia the Ice Witch (voz) | Episodio: "Winter's Gift"                     |
| 2016-2017 | Jean-Claude Van Johnson             | Jane                       | Serie en línea de Amazon                      |

### Películas
| Año  | Título                                  | Rol                        | Notas |
| ---- | --------------------------------------- | -------------------------- | ----- |
| 1995 | Once Upon a Time...When We Were Colored | Ma Ponk                    |       |
| 2000 | Loving Jezebel                          | Alice Melville             |       |
| 2000 | The Visit                               | Dra. Coles                 |       |
| 2010 | Just Wright                             | Ella McKnight              |       |
| 2010 | Frankie & Alice                         | Edna                       |       |
| 2010 | For Colored Girls                       | Gilda                      |       |
| 2012 | Good Deeds                              | Wilimena                   |       |
| 2015 | Creed                                   | Mary Anne Creed            |       |
| 2018 | Creed II                                | Mary Anne Creed            |       |
| 2019 | A Fall from Grace                       | Sarah Miller / Betty Mills |       |
| 2020 | Soul                                    | Libba                      | Voz   |
| 2020 | Black Box                               | Dra. Lilian Brooks         |       |
| 2023 | Creed III                               | Mary Anne Creed            |       |
| 2024 | The Beekeeper                           | Eloise Parker              |       |

### Teatro
- Cat on a Hot Tin Roof (2008)
- August: Osage County (2007)
- Cymbeline (2007)
- Gem of the Ocean (2004)
- A Raisin in the Sun (2004)
- Jelly's Last Jam (1992)
- Into the Woods (1987)
- Dreamgirls (1981)
- The Wiz (1975)